# Gran Premio di Rosario 1950
Il Gran Premio di Rosario 1950 è stata una gara di Formula Libera della Temporada Argentina 1949-1950.

## Qualifiche
Risultati delle qualifiche.
| Pos | Pilota                  | Scuderia                 | Vettura          | Tempo  |
| --- | ----------------------- | ------------------------ | ---------------- | ------ |
| 1   | Juan Manuel Fangio      | Automobil Club Argentino | Ferrari 166FL    | 1'43"1 |
| 2   | Alberto Ascari          | Scuderia Ferrari         | Ferrari 166FL    | 1'44"0 |
| 3   | Nino Farina             | Iscrizione privata       | Maserati 4CLT    | 1'45"1 |
| 4   | Piero Taruffi           | Iscrizione privata       | Maserati 4CLT    | 1'46"2 |
| 5   | Gigi Villoresi          | Scuderia Ferrari         | Ferrari 166FL    | 1'46"6 |
| 6   | Benedicto Campos        | Automobil Club Argentino | Ferrari 166FL    | 1'47"7 |
| 7   | Emmanuel de Graffenried | Scuderia Enrico Platè    | Maserati 4CLT    | 1'48"9 |
| 8   | Felice Bonetto          | Scuderia Milano          | Maserati 4CLT    |        |
| 9   | Piero Carini            | Iscrizione privata       | Maserati 4CLT    |        |
| 10  | Reg Parnell             | Scuderia Ambrosiana      | Maserati 4CLT    |        |
| 11  | Philippe Étancelin      | Iscrizione privata       | Talbot-Lago T26C |        |
| 12  | Clemente Biondetti      | Iscrizione privata       | Maserati 4CLT    |        |
| 13  | José Froilán González   |                          | Maserati 4CLT    |        |
| 14  | Eitel Cantoni           |                          | Maserati 4CL     |        |
| 15  | Pascual Puopolo         | San Isidoro              | Maserati 4CLT    |        |
| 16  | Dorino Serafini         | Scuderia Ferrari         | Ferrari 125C     |        |
| 17  | Clemar Bucci            |                          | Alfa Romeo 12C   |        |

## Gara
Resoconto
Risultati
Risultati finali della gara.
| Pos | Pilota                  | Scuderia                 | Vettura          | Giri | Tempo/Ritiro |
| --- | ----------------------- | ------------------------ | ---------------- | ---- | ------------ |
| 1   | Gigi Villoresi          | Scuderia Ferrari         | Ferrari 166FL    | 50   | 1h30'51"6    |
| 2   | Benedicto Campos        | Automobil Club Argentino | Ferrari 166FL    | 50   | 1h32'14"5    |
| 3   | Nino Farina             | Iscrizione privata       | Maserati 4CLT    | 49   |              |
| 4   | Reg Parnell             | Scuderia Ambrosiana      | Maserati 4CLT    | 48   |              |
| 5   | Clemar Bucci            |                          | Alfa Romeo 12C   | 47   |              |
| 6   | Philippe Étancelin      | Iscrizione privata       | Talbot-Lago T26C | 47   |              |
| 7   | José Froilán González   |                          | Maserati 4CLT    | 47   |              |
| 8   | Eitel Cantoni           |                          | Maserati 4CL     | 47   |              |
| 9   | Emmanuel de Graffenried | Scuderia Enrico Platè    | Maserati 4CLT    | 47   |              |
| 10  | Pascual Puopolo         | San Isidoro              | Maserati 4CLT    | 44   |              |
| Rit | Juan Manuel Fangio      | Automobil Club Argentino | Ferrari 166FL    | 16   | Motore       |
| Rit | Alberto Ascari          | Scuderia Ferrari         | Ferrari 166FL    |      |              |
| Rit | Dorino Serafini         | Scuderia Ferrari         | Ferrari 125C     |      |              |
| Rit | Piero Taruffi           | Iscrizione privata       | Maserati 4CLT    |      |              |
| Rit | Clemente Biondetti      | Iscrizione privata       | Maserati 4CLT    |      |              |
| Rit | Piero Carini            | Iscrizione privata       | Maserati 4CLT    |      |              |
| Rit | Felice Bonetto          | Scuderia Milano          | Maserati 4CLT    |      |              |

- Giro veloce:  Juan Manuel Fangio (Ferrari), 1'43"6